# 2006 في بلجيكا
فيما يلي قوائم الأحداث التي وقعت خلال عام 2006 في بلجيكا.

## رياضة
- 1 يناير – طواف فلاندرز 2006

## أفلام
من الأفلام التي صدرت هذه السنة في بلجيكا:
- 1 يناير – بلديون من إخراج رشيد بوشارب.

## وفيات

### يوليو
- 4 يوليو – نوربرت كيركوف (مواليد 1932) متسابق دراجات بلجيكي.